# Holy Moly!
Holy Moly! (engl.: Heiliger Strohsack!) ist das dritte Studioalbum der schwedischen Bluesrock-Band Blues Pills. Es erschien am 21. August 2020 über Nuclear Blast und ist deren letztes Album bei dieser Plattenfirma.

## Entstehung

### Besetzungswechsel
Nach hunderten Konzerten zum Vorgängeralbum Lady in Gold entschloss sich die Band, im Jahr 2018 eine Pause einzulegen. Sängerin Elin Larsson erklärte in einem Interview, dass sie wegen der vielen Konzerte bereits Probleme mit ihren Stimmbändern bekam. Statt der erhofften Erholung wurde das Jahr durch Tod und Trennungen geprägt. Unter anderem beendeten Elin Larsson und ihr Bandkollege Zack Anderson ihre Beziehung. Am 21. November 2018 verkündete die Band den Ausstieg des Gitarristen Dorian Sorriaux. Laut Elin Larsson habe sich auf den letzten Tourneen immer mehr abgezeichnet, dass Dorian Sorriaux sich im Rock-Bereich immer weniger wohl fühlen würde und die Spannungen innerhalb der Band anstiegen.

„Wir waren an einem Punkt, an dem wir dachten, dass Blues Pills am Ende seien. Letztlich haben wir uns doch berappelt“

### Songwriting
Nach dem Ausstieg von Dorian Sorriaux wechselte Zack Anderson vom Bass an die Gitarre. Neuer Bassist wurde Kristoffer Schander, der seit Jahren ein langjähriger Freund der Band ist und als Teenager mit dem Schlagzeuger André Kvarnström in einer Band spielte. Seinen Wechsel an die Gitarre beschrieb Anderson als natürliche Entwicklung. Die Verpflichtung eines neuen Gitarristen hätte den Stil der Band womöglich drastisch verändert, auch wenn Dorian Sorriaux früher nicht am Songwriting der Band beteiligt war.
Das Album wurde komplett von der Sängerin Elin Larsson und Zack Anderson geschrieben und wurden bis auf wenige Ausnahmen an der Gitarre aufgebaut, während die Band beim Vorgängeralbum Lady in Gold viel mit Orgel, Klavier und Chören gearbeitet hat. Diese Änderung entstanden laut Anderson „aus dem Bauch heraus“. Da die Musiker das Material selbst arrangiert haben würden die Lieder an die Rohheit der ersten Lieder erinnern. Diese Rohheit betrifft auch den Gesang. Elin Larsson erklärte, dass sie sich an einigen Stellen im wahrsten Sinne des Wortes die Seele aus dem Leib schreien würde.

### Aufnahmen
Die Band errichtete über die Jahre in einem alten Fabrikgebäude in der Provinz Närke ein eigenes Tonstudio, wo die Musiker ab Herbst 2018 mit den Arbeiten am dritten Studioalbum begannen. Im Gegensatz zu den ersten beiden Studioalben, die von Don Alsterberg produziert wurden, nahmen die Musiker dieses Mal die Produktion selbst in die Hand.

„Eigentlich waren wir offen dafür, mit Produzenten zu arbeiten, aber es kam einfach nicht dazu. Die Leute, die wir interessant fanden, hatten entweder keine Zeit oder wir konnten sie nicht erreichen. Also fingen wir erst mal an, selbst Demos aufzunehmen. Im Laufe der Zeit stellten wir fest, dass sie so gut klangen, dass wir sie auch veröffentlichen können.“

Aufgenommen wurde das Album komplett analog in dem bandeigenen Tonstudio Lindbacka Sounds. Das die Band das Album selbst produziert hat habe sich laut Zach Anderson einfach so ergeben. Abgemischt wurde Holy Moly! von Andrew Scheps, der zuvor mit so unterschiedlichen Künstlern wie den Red Hot Chili Peppers, Adele und Lana Del Rey gearbeitet hat.
Im Gegensatz zu den ersten beiden Alben enthält Holy Moly! keine Coverversion. Laut der Band wurde dies schlichtweg vergessen. Elin Larsson ergänzte, dass die Blues Pills für einen Livestream das Lied Sleep Now in the Fire von Rage Against the Machine gecovert hat. Neben den auf dem Album erschienenen Titeln hätte die Band noch weitere Lieder aufgenommen, die laut Larsson eventuell als EP veröffentlicht werden könnten. Das ist Stand 2024 nicht passiert.

## Veröffentlichung
Am 6. März 2019 wurde das Album angekündigt und die erste Single Proud Woman veröffentlicht. Gleichzeitig erschien ein Musikvideo, bei dem Patric Ullaeus Regie führte. Das von Daria Hlazatova geschaffene Albumcover wurde am 19. März 2020 veröffentlicht. Es zeigt den Teufel, der von Freundlichkeit und Trauer umarmt wird. Die zweite Single Low Road erschien am 10. April 2020 zusammen mit einem Musikvideo, bei dem Patric Ullaeus ebenfalls Regie führte. Der Gitarrist der Band Spiders John Hoyles hat dabei einen Gastauftritt. Single Nummer drei war Kiss My Past Goodbye und erschien am 10. Juli 2020. Die vierte Single Rhythm in the Blood samt Musikvideo erschien am 21. August 2020.
Ursprünglich sollte das Album am 19. Juni 2020 veröffentlicht werden. Wegen der COVID-19-Pandemie musste die Veröffentlichung jedoch auf unbestimmte Zeit verschoben werden, auch weil die Vorbestellungen des Albums ins Stocken gerieten. Auch eine Verschiebung der Veröffentlichung von physischen Tonträgern bei einer digitalen Veröffentlichung am geplanten Termin stand nicht zur Debatte.

„Wir waren jahrelang weg vom Fenster, und die Einnahmen aus den Albumverkäufen sollten unseren Lebensunterhalt sichern. Wir können das Album nicht nur für Spotify veröffentlichen, denn das Geld, das durch das Streaming verdient wird, wandert zum großen Teil in die Taschen der Streamingdienste.“

Schließlich erschien das Album am 21. August 2020. Das Album erscheint als reguläre CD, als Doppel-CD im Digipak zusammen mit der EP Bliss sowie auf LP in vier verschiedenen Farben. Darüber hinaus erscheint das Album in als Vinyl-Boxset sowie als Vinyl-Boxset in der Mailorder Edition. Beide enthalten das Album als CD sowie LP, die Bliss-EP sowie ein Artprint. Die Mailorder Edition ist auf 300 Exemplare limitiert.

## Hintergrund
Laut der Band stammen die Lieder aus einer dunklen Zeit ihres Lebens, in der sie Verlust, Zorn, Angst, Trauer und Veränderung erlebten. Das Album wäre ein Prozess der Wiedergeburt. Ursprünglich sollte das Album Alone Together heißen. Jedoch fanden die Musiker heraus, dass schon andere Künstler diesen Titel verwendet haben. Holy Moly! war eher als Spaß gedacht und wurde schließlich verwendet, auch weil er laut Elin Larsson „mit dem Vibe der 1960er Jahre einhergehen würde“.
Die erste Single Proud Woman wurde am Weltfrauentag veröffentlicht. Das Lied sei eine Power-Hymne für alle starken Frauen und Mädchen, die sie hören können, wenn sie Kraft brauchen oder einfach nur Spaß haben wollen. Laut der Sängerin Elin Larsson wäre es Zeit gewesen, dass ein solcher Text geschrieben werden musste.

„Wenn man im Musikgeschäft eine Frau oder nichtbinär ist, scheint es manchmal eher um das Geschlecht zu gehen, als um die Musik. Als Frau wird man herabgesetzt, bedroht, angestarrt, verspottet und schikaniert, wie es Männern in der Musikindustrie nur selten passiert. Und trotzdem gibt es Frauen, die in diesem Geschäft ebenso starke Zeichen hinterlassen haben wie Männer und dies auch immer noch tun und das trotz all der Hindernisse, die ihnen, nur weil sie Frauen sind in den Weg geworfen werden, was ihre Errungenschaften noch bedeutender macht.“

Low Road handelt davon, dass man sein eigener größter Feind ist. Der Mensch versucht, vor seinen eigenen Dämonen zu flüchten nur um festzustellen, dass dies nicht geht. Das Lied Dreaming My Life Away handelt von einem Freund von Zack Anderson, der Drogensüchtig ist und „sein Leben wegwerfen würde“. Bei dem Lied California erinnert sich Zack Anderson an seine alte Heimat Kalifornien, wo er vor seinem Umzug nach Schweden lebte. Es geht auch darum, dass sich für die Menschen immer ein Kapitel schließt und ein neues aufgemacht wird. Das von Elin Larsson geschriebene Rhythm in the Blood wäre laut Anderson ein „Spaß-Lied ohne tiefere Bedeutung“. Der Text wurde von der Serie Game of Thrones inspiriert.
In Kiss My Past Goodbye geht es darum, sich selbst treu zu bleiben und die Vergangenheit loszulassen. Ein weiterer Spaß-Titel wäre Bye Bye Birdy. Darin geht es um eine Spielzeug-Ente, die während der Aufnahmen auf dem Mischpult platziert war. Das Lied Wish I’d Known handelt von einem engen Freund von Elin Larsson, der im Jahre 2018 an einem Herzfehler verstarb. Song from a Mourning Dove handelt von Elin Larssons Hund, der bei einem Unfall in Göteborg von einem Bus erfasst und getötet wurde. In dem abschließenden Lied Longest Lasting Friend geht es um Depressionen, an denen Larsson lange Zeit litt.

## Rezeption

### Rezensionen
Das deutsche Magazin Metal Hammer kürte Holy Moly! zum Album des Monats. Matthias Mineur beschrieb das Album als „zukunftsweisendes Statement“ und die Band würde „kein Jota von ihrer bemerkenswerten Konsequenz abrücken, weder kompositorisch noch produktionstechnisch“. Elin Larssons Stimme wäre „hinsichtlich einer noch sparsameren Instrumentierung volle Aufmerksamkeit“ geschenkt worden. Mineur vergab 5,5 von sieben Punkten. Juliane Kehr vom deutschen Magazin Visions schrieb, dass die Band „ihr poliertes Image mit ungestümen Schmackes zerdeppern statt den Weg Richtung Hochglanz-Radio-Soul weiterzugehen“. Den Blues Pills wäre das „Kunststück gelungen, keinen bloßen Abklatsch abzuliefern und zuerst das eigene Bauchgefühl zu bedienen“. Für die „überzeugende Mischung aus Larssons neuer Selbstsicherheit gepaart mit treibender Hardrock-Energie“ vergab Kehr neun von zwölf Punkten. Für Boris Kaiser vom deutschen Magazin Rock Hard wäre Holy Moly! „nicht das einfachste Album“, zumal „der künstlerische Furor, der die ersten beiden Alben so unverzichtbar gemacht hat, fehlen würde“. Dennoch bietet das Album „hochkonzentriertes Kraftfutter, die im Genre immer noch niemand besser macht, die unter die Haut gehen und stets den Twist mehr offerieren, der wichtige Bands von der breiten Masse abhebt“. Kaiser vergab acht von zehn Punkten.

### Chartplatzierungen
| ChartsChartplatzierungen     | Höchstplatzierung | Wochen |
| ---------------------------- | ----------------- | ------ |
| Deutschland (GfK)            | 4 (4 Wo.)         | 4      |
| Österreich (Ö3)              | 6 (1 Wo.)         | 1      |
| Schweiz (IFPI)               | 11 (3 Wo.)        | 3      |
| Vereinigtes Königreich (OCC) | 89 (1 Wo.)        | 1      |